# Азербејџанска совјетска енциклопедија
Азербејџанска совјетска енциклопедија (азерски: Азәрбајҹан Совет Енсиклопедијасы, скраћено АСЭ, Azərbaycan Sovet Ensiklopediyası, руски: Азербайджанская советская энциклопедия, скраћено АСЭ) прва је опћа енциклопедија на азерскоме језику. Издана је између 1976. и 1987. у 10 свезака. Планиран је и 11. свезак о Азербејџанској Совјетској Социјалистичкој Републици.

## Историја
Први покушај објављивања азербејџанске совјетске енциклопедије био је 1934–1935. При Совјету народних комесара (Совнарком) Азербејџанске ССР створен је државни комитет. За главног и одговорног уредника изабран је И. Исмаилов, а за научног секретара Вели Хулуфа. Године 1935. објављен је речник за први том Азербејџанске совјетске енциклопедије. Са почетком репресије и хапшењем редакције, пројекат је напуштен.
Рад на стварању Азербејџанске совјетске енциклопедије настављен је 1965. године, када је створена Главна редакција Азербејџанске совјетске енциклопедије.

## Уредници
Председник редакције био је Расул Рза, а главни и одговорни уредник Џамиљ Гулиев.

## Свеске
| Оригинално име                   | Број свеске        | Година издања | Абецедни ред чланака       |
| -------------------------------- | ------------------ | ------------- | -------------------------- |
| Азәрбајҹан Совет Енсиклопедијасы | 1                  | 1976.         | А—БАЛЗАК                   |
| Азәрбајҹан Совет Енсиклопедијасы | 2                  | 1978.         | БАЛЗАМ—ГАЈДАР              |
| Азәрбајҹан Совет Енсиклопедијасы | 3                  | 1979.         | ГАЈЫБОВ—ЕЛДАРОВ            |
| Азәрбајҹан Совет Енсиклопедијасы | 4                  | 1980.         | ЕЛДƏҜƏЗ—ИТАБИРА            |
| Азәрбајҹан Совет Енсиклопедијасы | 5                  | 1981.         | ИТАЛИЈА—КУБА               |
| Азәрбајҹан Совет Енсиклопедијасы | 6                  | 1982.         | КУБА—МИСИР                 |
| Азәрбајҹан Совет Енсиклопедијасы | 7                  | 1983.         | МИСИР—ПРАДО                |
| Азәрбајҹан Совет Енсиклопедијасы | 8                  | 1984.         | ПРАДО—СПРИНТ               |
| Азәрбајҹан Совет Енсиклопедијасы | 9                  | 1986.         | СПУТНИК—ФРОНТОН            |
| Азәрбајҹан Совет Енсиклопедијасы | 10                 | 1987.         | ФРОСТ—ШҮШТƏР               |
| Азәрбајҹан Совет Енсиклопедијасы | —                  | —             | АЗӘРБАЈҸАН ССР (рендисано) |
|                                  | Свеукупно (1 – 10) | 1976. – 1987. | А—ШҮШТƏР                   |